# JMac (EP)
JMac je první sólová nahrávka mladého amerického zpěváka Jesse McCartneye, která byla vydána v roce 2003.

## Skladby
1. Beautiful Soul
2. Don't You
3. Why Don't You Kiss Her